# Ian Colvin
Ian Duncan Colvin (1877-1938) era un historiador y periodista británico. 
Desde 1909 era un escritor de mayor importancia del periódico The Morning Post. En 1915, publicó el libro The Germans in England, 1066–1598 donde señaló que la Liga Hanseática quería controlar Europa por medios violentos y pacíficos.
En 1929 publicó una biografía del General Reginald Dyer. También escribió 3 libros sobre la vida del jefe unionista irlandés Sir Edward Carson.
Según Alain de Benoist, Colvin fue el que escribió y publicó el panfleto antisemita "The Cause of world unrest" de manera anónima. Otros autores han señalado fuertas evidencias de favor de esta tesis.

## Obras
- The Germans In England 1066-1598, The unseen hand in english history
- Party Whips
- ROMANCE OF EMPIRE, SOUTH AFRICA, T.C AND E.C JACK (1909)
- Cecil John Rhodes, T. C. and E. C. Jack (1912)
- Carson the Statesman
- The Cape Of Adventure: Strange And Notable Discoveries, Perils, Shipwrecks, Battles Upon Sea And Land